# Гімн Болівії
Націона́льний гімн Болі́вії (ісп. Himno Nacional de Bolivia) — державний гімн Болівії.
Текст гімну був створений у 1851 році Хосе Ігнасіо де Санхінесом, одним з авторів Декларації незалежності Болівії та Конституції країни. Музику написав виходець з Італії композитор Леопольдо Бенедетто Вінченті. Сам Вінченті деякий час жив у Чилі та служив за контрактом у місцевій армії, тому й знав чилійський гімн. Коли писав гімн Болівії, він надихався їм. Тому гімни Чилі та Болівії схожі.

## Текст гімну
I

Bolivianos: el hado propicio

coronó nuestros votos y anhelo;

es ya libre, ya libre este suelo,

ya cesó su servil condición.

Al estruendo marcial que ayer fuera

y al clamor de la guerra horroroso

||:siguen hoy, en contraste armonioso,

dulces himnos de paz y de unión.:||

Coro:

De la Patria el alto nombre

en glorioso esplendor conservemos

Y, en sus aras, de nuevo juremos

¡Morir antes que esclavos vivir!

II

Loor eterno a los bravos guerreros

Cuyo heroico valor y firmeza

Conquistaron las glorias que empiezan

Hoy Bolivia feliz a gozar

Que sus nombres el mármol y el bronce

A remotas edades transmitan

||:Y en sonoros cantares repitan:

Libertad! Libertad! Libertad!:||

Coro

III

Aquí alzó la justicia su trono

Que la vil opresión desconoce

Y en su timbre glorioso legose

Libertad, libertad, libertad

Esta tierra inocente y hermosa

Que ha debido a Bolívar su nombre

||:Es la patria feliz donde el hombre

Vive el bien de la dicha y la paz:||

Coro

IV

Si extranjero poder algún día,

Sojuzgar a Bolivia intentare

A destino fatal se prepare

Que amenaza a soberbio invasor

Que los hijos del grande Bolívar

Hayan ya mil y mil veces jurado

||:Morir antes que ver humillado

De la patria el augusto pendón.:||

Coro

## Переклад українською
І
Болівійці: успішна доля
увінчала наші клятви та бажання;
нарешті є вільна, є вільна ця земля, нарешті її рабський стан припинився.
Військове сум'яття вчорашнього дня
і жахливий шум війни
тепер змінився у гармонійному контрасті
солодкими гімнами світу та єднання. (Повтор)

Приспів: Вітчизни високе ім'я
у славній пишноті збережемо.
І на його вівтарях знову клянемось
Померти перш ніж стати рабами!
II
Вічна хвала хоробрим воїнам, Чиї героїчні доблесть та стійкість
Здобули славу, якою тепер
Щаслива Болівія насолоджується.
Нехай їхні імена у мармурі та бронзі
Вирушать у далеке майбутнє
І в лункому кличі повторюватимуть: Воля! Воля! Воля! (Повтор)
Приспів
III
Тут справедливість звела свій трон, Яка підле придушення не знає, І на її славній печатці заповідана
Воля! Воля! Воля!
Ця безневинна і прекрасна земля, Яка завдячує своїм ім'ям Болівару
Це щаслива батьківщина, де людина
Живе у благах щастя та світу. (Повтор)

Приспів

IV
Якщо чужинець колись посміє
Навіть спробувати підкорити Болівію, Нехай готується до фатальної долі, Що загрожує погордливому агресору.
Адже сини великого Болівара
Поклялися тисячі й тисячі разів
Померти перш ніж побачити приниженим
Вітчизни найсвятіший прапор. (Повтор)

Приспів